# Vicepremiér Spojeného království
Vicepremiér Spojeného království (plným jménem anglicky Deputy Prime Minister of the United Kingdom of Great Britain and Northern Ireland) je funkce člena vlády Spojeného království, která není využívána ve všech kabinetech. 
Jedná se o funkci čestnou, která svému držiteli de iure nepřináší žádné další pravomoci, ovšem de facto může váhu jeho hlasu zvýšit. Úřad může zastávat vůdce menší vládní koaliční strany. Zejména neplatí, že by držitel této funkce měl nějaké právo zastoupit premiéra. Funkce vicepremiéra není obsazena ve všech vládách. Prvním vicepremiérem v historii byl v roce 1942 Clement Attlee.  

## Seznam vicepremiérů Spojeného království
| Portrét   | Portrét | Osoba (životní data)       | Ve funkci        | Ve funkci        | Strana               | Vláda                   |
| Portrét   | Portrét | Osoba (životní data)       | Od               | Do               | Strana               | Vláda                   |
| --------- | ------- | -------------------------- | ---------------- | ---------------- | -------------------- | ----------------------- |
|           |         | Michael Heseltine (* 1933) | ‪5. července ‬1995 | ‪1. května ‬1997   | Konzervativní strana | Major II                |
|           |         | John Prescott (* 1938)     | 2. května 1997   | 28. června 2007  | Labouristická strana | Blair I                 |
| Blair II  |         | John Prescott (* 1938)     | 2. května 1997   | 28. června 2007  | Labouristická strana |                         |
| Blair III |         | John Prescott (* 1938)     | 2. května 1997   | 28. června 2007  | Labouristická strana |                         |
|           |         | Nick Clegg (* 1967)        | 11. května 2010  | 8. května 2015   | Liberální demokraté  | Cameron I (Kon.+Lib.D.) |
|           |         | Dominic Raab (* 1974)      | ‪15. září ‬2021    | ‪6. září ‬2022     | Konzervativní strana | Johnson II              |
|           |         | Thérèse Coffeyová (* 1971) | ‪6. září ‬2022     | 25. října 2022   | Konzervativní strana | Trussová                |
|           |         | Dominic Raab (* 1974)      | 25. října 2022   | 21. dubna 2023   | Konzervativní strana | Sunak                   |
|           |         | Oliver Dowden (* 1978)     | 21. dubna 2023   | 5. července 2024 | Konzervativní strana | Sunak                   |
|           |         | Angela Raynerová (* 1980)  | 5. července 2024 | úřadující        | Labouristická strana | Starmer                 |